# Inger Hagerup
Inger Johanne Hagerup, född 12 april 1905 i Bergen, död 6 februari 1985 på Onsøy, var en norsk författare. Hon räknas som en av de största lyrikerna i Norge på 1900-talet. 

## Biografi
Hagerup har varit guvernant i Finnmark fylke, utbildade sig till kontorist och har därefter jobbat som litteratur- och teaterkritiker. Hon har varit redaktör för barntidningen Maurtua.
Hagerup är mest känd som lyriker, men har också gett ut skådespel, radioteater, memoarer och barnböcker. Hon gav ut sin första diktsamling, «Jeg gikk meg vill i skogene», 1939.
Stor publik vann hon med sina krigsdikter; samlingen Videre (1944) kom ut under hennes tid som flykting i Sverige. Hon var även en flitig radikal debattör. 
Författarna Klaus Hagerup och Helge Hagerup är söner till Inger Hagerup.

## Priser och utmärkelser
- Kultur- och kyrkodepartementets priser för barn- och ungdomslitteratur 1961
- Doblougska priset 1962